# توبمانبورگ
توبمانبورگ (به لاتین: Tubmanburg) یک منطقهٔ مسکونی در لیبریا است که در Bomi County واقع شده‌است.

## خصوصیات
توبمانبورگ ۱۳٬۱۱۴ نفر جمعیت دارد و ۱۱۴ متر بالاتر از سطح دریا واقع شده‌است.